# 库兹河
库兹河（法語：Couze，法語發音：[kuz]）是法国新阿基坦大区上维埃纳省的河流，是加尔唐普河的左支流，长35.2千米。